# غونزالو غارسيا
غونزالو غارسيا (بالإسبانية: Gonzalo García García)‏ (13 أكتوبر 1983 مونتفيدو الأوروغواي - ) هو لاعب كرة قدم أوروغواني يلعب كلاعب وسط.

## روابط خارجية
- غونزالو غارسيا على موقع قاعدة بيانات كرة القدم.إي يو (الإنجليزية)
- غونزالو غارسيا على موقع Soccerway.com (الإنجليزية)